# Савчинський Сигізмунд Данилович
Сигізмунд Данилович Савчинський, або Зиґмунт Савчинський (30 квітня 1826, с. Олексинці, нині Чортківського району — 17 травня 1893, Львів) — польсько-український галицький громадський діяч, педагог, публіцист.

## Життєпис
Народився 30 квітня 1826 року в с. Олексинцях (згодом — Чортківський повіту Королівства Галичини та Володимирії, Австро-Угорська імперія, донедавна Борщівський район, нині Чортківський район, Тернопільська область, Україна). Син українця, греко-католика, двірського офіціяліста Данила Савчинського та його дружини Леонарди з Дудинських.
У 1838—1843 роках навчався в Бучацькій василіянській гімназії, потім — на філософському відділі Львівського університету. 1846 року студент Павел Лянц загітував його брати участь у «Весні народів». У травні-червні 1848 року як представник Руської Народної Ради брав участь у Слов'янському з'їзді в Празі, був скерований до руської (тобто української) та польської секцій. Став одним із секретарів. У червні 1848 року став учасником Собору Руських вчених, який не визнавав окремішності русинів. Вважав себе «gente Ruthenus natione polonus». В одній з праць (1861, «Czas») визнавав окремішність руської мови, русинів — окремим народом. Додавав, що спільна історія русинів та поляків дозволяє вважати руську мову за діалект польської.
З 1849 року працював на посаді суплента (заступник учителя) в Тарнові. Через доноси разом зі ще трьома вчителями гімназії — Миколаєм Зиблікевичем, Анджеєм Оскардом, Броніславом Тарновським — потрапив під поліційний нагляд. У 1850 році переїхав до Кракова, з 18 жовтня — суплент гімназії св. Анни, з 1857 — її професор (латина, грецька, німецька, польська мови, історія, географія). Мав чорні очі, чорну бороду, шляхетну поставу. 1853 року професор Ягайлонського університету Антоній Валевський написав донос міністерству, де назвав його «антикатоликом, антимонархістом, антиавстріяком». Директор гімназії Людвік Клеменсевич, якого підтримав Євсевій Черкавський, став на сторону З. Савчинського. Одними з його учнів були Юзеф Шуйський, Тадеуш Войцеховський.
Був авторитетом у знавців мов, з 2 листопада 1861 року — член-кореспондент «Краківського наукового товариства». З 1866 року постійно мешкав у Львові, працював у Крайовому виділі. 1868 — співзасновник «Товариства педагогічного», з липня 1873 року — його президент. З дня заснування 1 вересня 1867 — член ц.-к. Крайової шкільної ради (КШР, був до смерти). З травня 1871 — директор новоствореної вчительської семінарії, був до виходу у відставку в 1892 році. З 1880 року — почесний член «Товариства педагогічного». З 1887 — урядовий радник.
21 грудня 1865 року став послом Галицького сейму від 1-ї курії Стрийського округу. Схилявся до союзу з поляками. 4 лютого 1867 року та в липні 1870 переміг на виборах до Крайового сейму в окрузі Тернопіль. Під час дискусії на Сеймі у вересні 1869 виступив проти намагань русинів мати рівні права в КШР. 18 жовтня 1874 став членом Крайового виділу. У 1877 р. обраний від 3-ї курії Перемишльського округу. Добрий промовець.
Член парламенту Австро-Угорщини, палата послів (1867—1873, 1885—1891), секретар «Польського кола» (1867—1870). 4 рази (1867, 1869, 1870 і 1871 рр.) обраний в курії міст Тернопіль — Броди і 1 раз (1885) Перемишль — Городок.
Помер 17 травня 1893 року у Львові (тоді Королівство Галичини і Володимирії, Австро-Угорська імперія, нині Україна). Похований на Личаківському цвинтарі Львова.
Автор книг, статей, перекладів.

## Сім'я
Дружина — Ядвіґа з Екельських (1838—1906), донька Александра та Генрики з Бачинських (шлюб у листопаді 1858 року). Діти: Леонія Пашковська, Генрик — правник, історик.